# Kesra
|  | Per a altres significats, vegeu «kesra (pa)». |

Kesra (àrab: كسرى, Kisrà) és una petita ciutat de Tunísia a la governació de Siliana, situada a uns 50 km per carretera de Siliana. És en una zona fèrtil propera al riu Oued Marg Ellu, que rega les terres de Kesra, El Karia (uns 7 km a l'est) i El Hamman (5 km a l'oest). Té uns 4.000 habitants. És capital d'una delegació amb 19.500 habitants el 2004.

## Paisatge
La zona boscosa, amb pins d'Alep, està declarada àrea natural sensible.

## Administració
És el centre de la delegació o mutamadiyya homònima, amb codi geogràfic 24 59 (ISO 3166-2:TN-12), dividida en nou sectors o imades:
- Kesra (24 59 51)
- El Hammam (24 59 52)
- El Mansoura Nord (24 59 53)
- El Mansoura Sud (24 59 54)
- Bou Abdallah (24 59 55)
- El Karia Nord (24 59 56)
- El Karia Sud (24 59 57)
- El Foudhoul (24 59 58)
- El Louza (24 59 59)

Al mateix temps, forma una municipalitat o baladiyya (codi geogràfic 24 18).